# Brian Kilrea
Brian Blair Kilrea (* 21. Oktober 1934 in Ottawa, Ontario) ist ein ehemaliger kanadischer Eishockeystürmer sowie Trainer und General Manager. Über 30 Jahre betreute er in der Ontario Hockey League die Ottawa 67’s und war zwischenzeitlich auch in der National Hockey League tätig. Im Jahr 2003 wurde er in die Hockey Hall of Fame aufgenommen.

## Karriere als Spieler
Brian Kilrea begann seine Karriere 1954 bei den Hamilton Tiger Cubs in der kanadischen Juniorenliga OHA. Er wechselte im Jahr darauf zu den Senioren und spielte für die Troy Bruins in der IHL und etablierte sich als einer der Topscorer der Mannschaft. Auf Grund seiner Leistungen empfahl er sich für die NHL und kam 1957/58 zu einem Einsatz bei den Detroit Red Wings. Danach kehrte er aber wieder in die IHL zurück und wechselte 1959 zu den Springfield Indians in die zweitklassige AHL.
Auch in Springfield gehörte er zu den besten Spieler und spielte 1961/62 seine beste Saison, als er 20 Tore erzielte 73 vorbereitete. Von 1960 bis 1962 gewann er mit der Mannschaft zudem dreimal in Folge den Calder Cup. 1967 bekam er nochmal eine Chance in der NHL, als ihn die Los Angeles Kings unter Vertrag nahmen und er das erste Tor in der Geschichte des Franchise erzielte. Jedoch kam er nur auf 25 Einsätze, in denen er insgesamt drei Tore und fünf Assists erreichte. Daraufhin spielte er noch zwei Jahre in unterklassigen Ligen, ehe er seine Karriere beendete.

## Karriere als Trainer
Nach dem Ende seiner Spielerkarriere kehrte Kilrea zurück in seine Heimatstadt Ottawa und wurde 1974 Cheftrainer der Ottawa 67’s aus der Juniorenliga OHA, die ihren Namen später in OHL änderte. Nachdem er in seinen ersten zwei Spielzeiten die Mannschaft bereits langsam an die Spitze geführt hatte, gewannen sie in der Saison 1976/77 erstmals die Playoffs um den J. Ross Robertson Cup. In den folgenden Jahren gehörten die 67’s zu den dominierenden Mannschaften der Liga, erreichten zwischen 1978 und 1983 einmal das Finale der Playoffs sowie dreimal das Halbfinale und feiteren von 1979 bis 1983 in jeder Saison mindestens 45 Siege. In der Zeit wurde Kilrea zweimal als bester Trainer der Liga mit der Matt Leyden Trophy ausgezeichnet. Auch in der Saison 1983/84 konnte das Team an diese Leistungen anknüpfen und gewann zum zweiten Mal den J. Ross Robertson Cup, woraufhin sie anschließend auch beim Memorial Cup triumphierten.
Durch diese Erfolge war die NHL auf ihn aufmerksam geworden und die New York Islanders verpflichteten ihn 1984 als Assistenztrainer. Hatten die Islanders in den fünf Jahren zuvor jedes Mal das Stanley-Cup-Finale erreicht und viermal gewonnen, so schien die Mannschaft bereits ihren Höhepunkt überschritten zu haben und in den folgenden zwei Jahren scheiterten sie schon vorzeitig in den Playoffs.
Kilrea kehrte daraufhin im Sommer 1986 zurück zu den Ottawa 67’s, wo er versuchte an die alten Erfolge anzuknüpfen. Allerdings kam die Mannschaft in den folgenden sieben Jahren nur einmal bis ins Halbfinale und absolvierte 1992/93 die schwächste Spielzeit seit ihrer Debütsaison mit 16 Siegen in 66 Spielen. In der nächsten Saison konnte er die Mannschaften wieder zurück in die Playoffs führen, legte aber daraufhin sein Traineramt nieder. Peter John Lee wurde neuer Trainer, doch unter ihm spielten die 67’s eine enttäuschende Saison mit nur 22 Siegen. Kilrea übernahm daraufhin zur Saison 1995/96 erneut den Posten als Cheftrainer sowie erstmals das Amt als General Manager und das mit Erfolg. Er führte die Mannschaft gleich im ersten Jahr auf den dritten Platz der OHL und erreichte in den folgenden zwei Saisons das Finale der Playoffs. In drei Jahren wurde er zwei Mal als bester Trainer der Liga ausgezeichnet. Zudem erhielt er erstmals den CHL Coach of the Year Award als bester Trainer im kanadischen Junioreneishockey.
1999 scheiterten die Ottawa 67’s zwar schon in der zweiten Runde der Playoffs, durften aber als Gastgeber trotzdem an der Memorial-Cup-Endrunde teilnehmen. Die Mannschaft nutzte den Heimvorteil und gewann zum zweiten Mal die wichtigste Trophäe im kanadischen Junioreneishockey. Eine weitere Teilnahme an dem Turnier folgte im Jahr 2001, als sie die OHL-Playoffs gewannen, jedoch belegten sie diesmal beim Memorial Cup den letzten Platz.
Auch in den folgenden Jahren führte Kilrea seine Arbeit erfolgreich fort. Er führte die Mannschaft 2003 wieder ins Finale der Playoffs und wurde bereits zum fünften Mal mit der Matt Leyden Trophy als bester Trainer ausgezeichnet. Noch im selben Jahr wurde er in die Hockey Hall of Fame aufgenommen und der Preis für den besten Trainer der CHL wurde in Brian Kilrea Coach of the Year Award umbenannt.
2005 erreichten die Ottawa 67’s erneut das Playoff-Finale der OHL, scheiterten dort aber an den London Knights. Da die Knights als Gastgeber des Memorial Cup bereits für das Turnier gesetzt waren, durften die 67’s als vierter Teilnehmer nachrücken und erreichten dort das Halbfinale, wo sie gegen die Rimouski Océanic um Jungstar Sidney Crosby verloren. In den folgenden drei Jahren ließen die Leistungen der Mannschaft nach und sie kam seitdem nicht mehr über die erste Runde hinaus.
Am 15. März 2009 gewannen die Ottawa 67’s das letzte Spiel der regulären Saison 2008/09 gegen die Kingston Frontenacs mit 5–3. Es war im 2.156. Spiel der 1.193. Sieg in der OHL für Kilrea, beides Rekordmarken in der Liga. Gleichzeitig war es auch das letzte reguläre Saisonspiel für Kilrea in seiner Trainerkarriere. Ottawa hatte sich in der Spielzeit wieder stärker präsentiert und erreichte zum ersten Mal seit sechs Jahren wieder die Marke von 40 Siegen, womit sie den dritten Rang in der Eastern Conference belegten. Seine Karriere endete schließlich 31. März, als seine Mannschaft in einer engen Erstrunden-Serie gegen die Niagara IceDogs erst in der Verlängerung des siebten und entscheidenden Spiels verlor.
Brian Kilrea betreute die Ottawa 67’s in insgesamt 32 Spielzeit der OHL. Unter seiner Führung verpasste die Mannschaft nur ein Mal die Playoffs, erreicht achtmal das Finale der OHL-Playoffs und konnte dieses dreimal erfolgreich bestreiten. Hinzu kamen zwei Memorial-Cup-Siege sowie drei weitere Teilnahmen an dem Turnier.

## Erfolge und Auszeichnungen

### Als Spieler
- 1959 IHL Second All-Star Team
- 1960 Calder-Cup-Gewinn mit den Springfield Indians
- 1961 Calder-Cup-Gewinn mit den Springfield Indians
- 1962 Calder-Cup-Gewinn mit den Springfield Indians
- 2018 Aufnahme in die AHL Hall of Fame

### Als Trainer
| - 1977 J.-Ross-Robertson-Cup-Sieger mit den Ottawa 67’s - 1981 Matt Leyden Trophy - 1982 Matt Leyden Trophy - 1984 J.-Ross-Robertson-Cup-Sieger mit den Ottawa 67’s - 1984 Memorial-Cup-Sieger mit den Ottawa 67’s - 1994 Bill Long Award - 1996 Matt Leyden Trophy | - 1997 Matt Leyden Trophy - 1997 CHL Coach of the Year Award - 1999 Memorial-Cup-Sieger mit den Ottawa 67’s - 2001 J.-Ross-Robertson-Cup-Sieger mit den Ottawa 67’s - 2003 Matt Leyden Trophy - 2003 OHL First All-Star-Team - 2003 Aufnahme in die Hockey Hall of Fame |